# Merijn Oerlemans

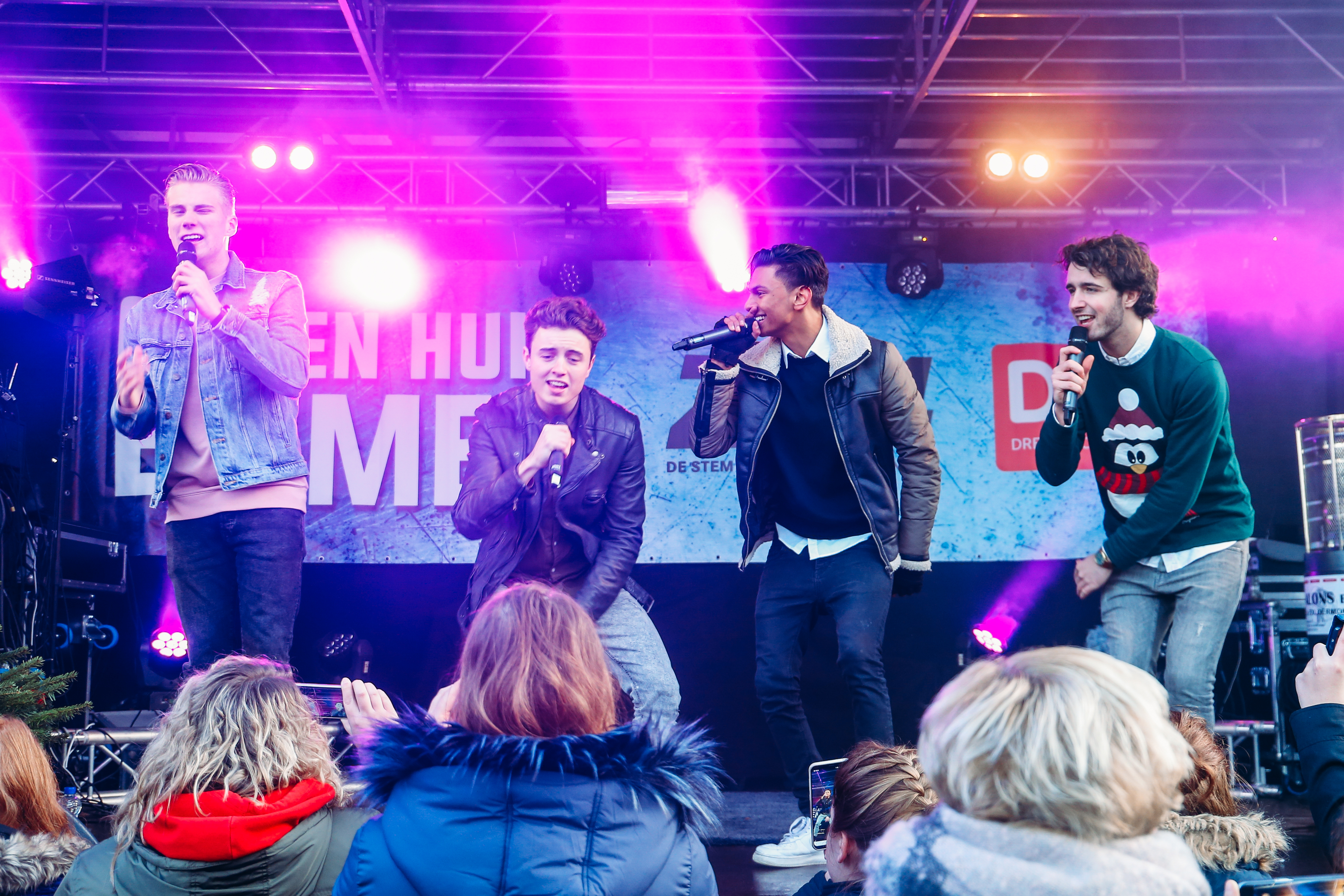
Zomaer tijdens het Glazen Huis Emmen (2017)

Merijn Oerlemans (Bergen op Zoom, 30 oktober 1998) is een Nederlandse musicalacteur en zanger.

## Carrière
Oerlemans volgde de mavo aan de Roncalli Scholengemeenschap in Bergen op Zoom. Vervolgens studeerde hij Onderwijsassistent aan het Scalda in Goes. Daarna werkte hij achter de schermen bij programma's als Kids Top 20, Zapplive, BZT Show en Betreden Op Eigen Risico.
In oktober 2016 won Oerlemans tijdens de Amateur Musical Awards de award voor Beste Mannelijke Hoofdrol voor zijn vertolking in Petticoat.
Nadat de originele bezetting van boyband Zomaer in december 2016 uit elkaar ging, werd in september 2017 een nieuwe band gevormd met Rohan Sukhraj, Mick Smits, Sam Kroon en Oerlemans. In hetzelfde jaar brachten ze de single Zoveel Te Delen uit. In 2018 ging de band uit elkaar.
Na het winnen van de Amateur Musical Award was Oerlemans in 2018 te zien in meerdere producties. Hij speelde hoofdrollen in het theaterconcert Bella Italia, en in de kindermusicals Karel de Kok, Kruistocht in spijkerbroek en Koning van Katoren. Ook speelde Oerlemans bijrollen in de televisieseries Just Like Me en Brugklas.
Oerlemans was te zien als een van de 100-koppige jury in het televisieprogramma All Together Now in 2019. In 2022 nam hij als kandidaat deel aan De Alleskunner VIPS op SBS6 en speelde hij de rol van Huib van den Mortel in de Nederlandse romantische komedie Hart op de juiste plek.
In 2024 was hij te zien in de videoclip van het nummer Sugardaddy van Roxy Dekker.

## Trivia
- In 2019 speelde hij in televisiecommercials van fastfoodketen McDonald's en de ING bank.